# هم

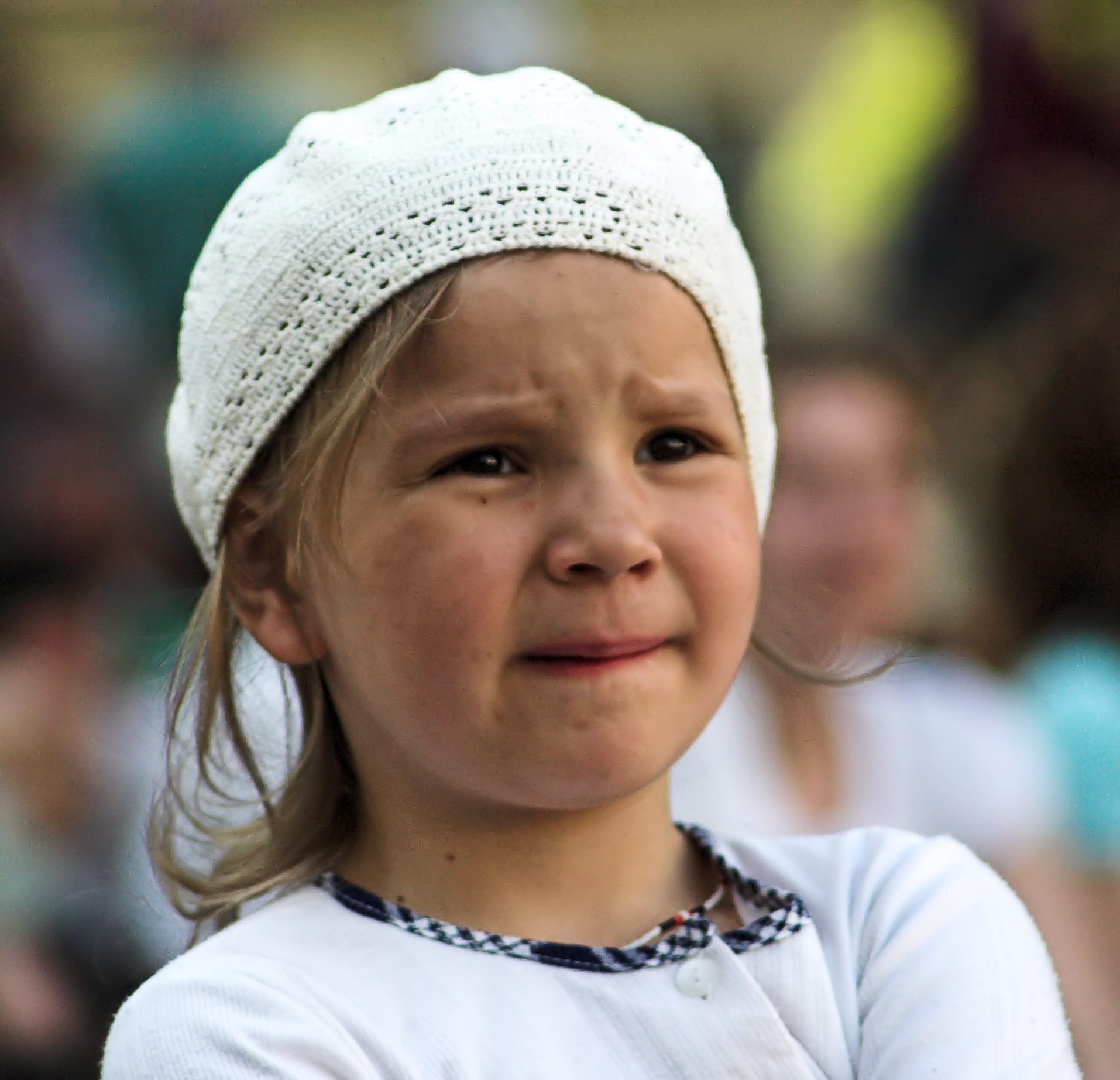
يمكن أن يكون عض الشفاه مظهرًا جسديًا للهم

الهم في علم النفس هو التفكير السلبي المستمر بشأن التهديدات المحتملة في المستقبل والطرق الممكنة لمعالجتها، ويكون على هيئة أسئلة داخلية مثل «ماذا لو حصل كذا؟»، وتعاقب هذا النوع من التفكير قد يسبب القلق، الذي ينتج عن التوتر ثم الكآبة. وخلافه ما يعرف بالاجترار.
ووفقًا للمعجم الوسيط فهو يعني ما هَمَّ به الرجلُ في نفسه أو أَوَّلُ العزيمة والجمع: هموم، ويقال: هذا رجلٌ هَمُّك من رجل: حَسْبُك.

## تعريف الهم
هو شعور نفسي يتمثل في انقباض المزاج مع غم وفقد للمتعة والبهجة وضيق في الصدر وتتفاوت درجاته في الشدة من شخص لآخر. وهذه الحالة اليائسة الضيقة من عدم الارتياح والاستياء وفقدان السعادة والسرور هي الحالة التي يهجم فيها على المرء الهم ويتربص به ضيق الصدر والشعور بالفشل.
فهو إحساس يكون فيه الفرد نهباً للشعور الداخلي السلبي والفشل وخيبة الأمل، واختفاء الابتسامة والانشراح، وظهور العبوس وعدم الابتهاج والأسى الممزوج بفقدان الهمة والتقاعس عن الحركة والعزوف عن بذل أي نشاط حيوي ولربما العزوف عن الحيوية

### الفرق بين الهم والحزن
- الهم: وهو ضيق الصدر الذي سببه ما يظنه المرء ويتوقعه مستقبلا.
- الحزن: وهو الضيق الذي سببه ما يفكر فيه المرء مما مضى

### مخاطر الهم والهموم على الإنسان
يرى كثير من العلماء أن الصحة النفسية هي حالة نفسية يشير فيها الإنسان إلى «التوافق» مع نفسه أو مع مجتمعه الذي يعيش فيه، ويوازن بين مصالحة ومصالح مجتمعه.
التوافق: (عملية ديناميكية يحدث فيها تغيير أو تعديل في سلوك الفرد أو في أهدافه أو في حاجاته، أو فيها جميعا، ويصاحبها شعور بالارتياح والسرور إذا حقق الفرد ما يريد وحقق أهدافه وأشبع حاجاته، ويصاحبها شعور بعدم الارتياح والاستياء والضيق إذا فشل في تحقيق أهدافه، ومنع من إشباع حاجاته).
وقد أشار المتخصصون أن ذلك الشعور إذا استسلم المرء له نهبه وأكله، وصار سمته تراجع في الفكر وضمور ينتهي في الفراغ الحاصل فيه وإنه ليتطور ليشلّ العقل عن ممارسة دوره السليم في التحليل والتمييز وإصدار التعليمات لباقي أعضاء الجسم وغدده ومن هنا نجد أن كثيرا ما يصاحب الهموم بعض الأمراض الفسيولوجية مثل القرحة وسوء الهضم وآلام القولون ووجع المفاصل والصداع والأرق. وغيرها الكثير.

## أنواع الهموم

### هموم عصامية
وهي الهموم السامية مثل هموم الداعية في نشر الدين، وهم بتصحيح عباده في القصد أو الأداء، وهم الراعي في رعيته، وهم المسلم بما يصيب إخوانه في أقطار الأرض.

### هموم ناشئة عن المعصية
وأكبر الهموم التي تكون لها دلالات مثل هم الزنا الذي ينتج عنه الحمل.

### هموم المظلوم
نجد أن المظلوم المغلوب على أمره له من ألم الظلم. كما قال الشاعر طرفة بن العبد البكري:

### أنواع أخرى من الهموم
- هم الصادق بتكذيبه.
- هم البرئ إذا ألقيت عليه تهمة.
- هم الخوف من المستقبل: ومنها ما يكون بما قد يحصل للزوجة والذرية بعد الموت.
- هم الدين.
- هم الرؤيا التي ترى في المنام من وقوعها حقيقة.

## الهم في الإسلام
- إن من طبيعة الحياة الدنيا الهموم والغموم التي تصيب الإنسان فيها، فهي دار اللأواء والشدة والضنك.
- لهذا كان مما تميزت الجنة به عن الدنيا أنه ليس فيها هم ولا غم «لا يمسهم فيها نصب وما هم منها بمخرجين»، وأهلها لا تتكدر خواطرهم ولا بكلمة «لا يسمعون فيها لغوا ولا تأثيما إلا قيلا سلاما سلاماً».
- وطبيعة الحياة الدنيا المعاناة والمقاساة التي يواجهها الإنسان في ظروفه المختلفة وأحواله المتنوعة، كما دل عليه قول الحق تعالى: «لقد خلقنا الإنسان في كبد». فهو حزين على ما مضى، مهموم بما يستقبل، مغموم في الحال.
- والمكروه الوارد على القلب إن كان من أمر ماض أحدث الحزن، وإن كان من مستقبل أحدث الهم، وإن كان من أمر حاضر أحدث الغم.
- والقلوب تتفاوت في الهم والغمّ كثرة واستمراراً بحسب ما فيها من الإيمان أو الفسوق والعصيان فهي على قلبين:
- قلب هو عرش الرحمن، ففيه النور والحياة والفرح والسرور والبهجة وذخائر الخير.
- وقلب هو عرش الشيطان فهناك الضيق والظلمة والموت والحزن والغم والهم.

### أولاً: التسلّح بالإيمان المقرون بالعمل الصالح
قال الله تعالى:
﴿مَنْ عَمِلَ صَالِحًا مِنْ ذَكَرٍ أَوْ أُنْثَى وَهُوَ مُؤْمِنٌ فَلَنُحْيِيَنَّهُ حَيَاةً طَيِّبَةً وَلَنَجْزِيَنَّهُمْ أَجْرَهُمْ بِأَحْسَنِ مَا كَانُوا يَعْمَلُونَ ۝٩٧﴾ سورة النحل
وسبب ذلك واضح، فإن المؤمنين بالله الإيمان الصحيح، المثمر للعمل الصالح المصلح للقلوب والأخلاق والدنيا والآخرة، معهم أصول وأسس يتعاملون بها مع كلّ ما يرد عليهم من أنواع المسرات والأحزان. فيتلقون النّعم والمسارّ بقبول لها، وشكر عليها، ويستعملونها فيما ينفع، فإذا فعلوا ذلك أحسوا ببهجتها وطمعوا في بقائها وبركتها ورجاء ثواب شكرها وغير ذلك من الأمور العظيمة التي تفوق بخيراتها وبركاتها تلك المسرات.

### ثانياً: النظر فيما يحصلللمسلم
من تكفير الذنوب وتمحيص القلب ورفع الدرجة، إذا أصابته غموم الدنيا وهمومها:
- قال رسول الله ﷺ : (مَا يُصِيبُ الْمُسْلِمَ مِنْ نَصَبٍ وَلا وَصَبٍ وَلا هَمٍّ وَلا حُزْنٍ وَلا أَذًى وَلا غَمٍّ حَتَّى الشَّوْكَةِ يُشَاكُهَا إِلا كَفَّرَ اللَّهُ بِهَا مِنْ خَطَايَاهُ) رواه البخاري الفتح 5642
- وفي رواية مسلم: (مَا يُصِيبُ الْمُؤْمِنَ مِنْ وَصَبٍ وَلا نَصَبٍ وَلا سَقَمٍ وَلا حَزَنٍ حَتَّى الْهَمِّ يُهَمُّهُ إِلا كُفِّرَ بِهِ مِنْ سَيِّئَاتِهِ) صحيح مسلم رقم 2573.
- فليعلم المهموم أن ما يصيبه من الأذى النفسي نتيجة للهمّ لا يذهب سدى بل هو مفيد في تكثير حسناته وتكفير سيئاته، وأن يعلم المسلم أنه لولا المصائب لوردنا يوم القيامة مفاليس كما ذكر بعض السلف ولذلك كان أحدهم يفرح بالبلاء كما يفرح أحدنا بالرخاء.

### ثالثاً: معرفة حقيقة الدنيا
فإذا علم المؤمن أن الدنيا فانية، ومتاعها قليل، وما فيها من لذة فهي مكدّرة ولا تصفو لأحد. إن أضحكت قليلاً أبكت طويلاً، وإن أعطت يسيراً منعت كثيراً.

### رابعاً: القدوة والأسوة
ابتغاء الأسوة بالرسل والصالحين واتخاذهم مثلاً وقدوة وهم أشد الناس بلاءً في الدنيا، والمرء يبتلى على قدر دينه.

### خامساً: هم الآخرة وأهوالها
أن يجعل العبد الآخرة أكبر همه ويسعى للعمل لها سعياًحثيثاً.
- قال ابن القيم: إذا أصبح العبد وأمسى وليس همه إلا الله وحده تحمّل الله عنه سبحانه حوائجه كلها، وحمل عنه كلّ ما أهمّه، وفرّغ قلبه لمحبته، ولسانه لذكره، وجوارحه لطاعته.

### سادساً: ذكر الموت
اتخاذ كل التدابير والإستعدادات لذلك اليوم العصيب.

### سابعاً: دعاء الله تعالى
ومنها: قوله ﷺ: اللهم إني أعوذ بك من الهم والحزن، وأعوذ بك من العجز والكسل، وأعوذ بك من الجبن والبخل، وأعوذ بك من غلبة الدين وقهر الرجال. رواه البخاري وغيره.